# Rękaw cukierniczy

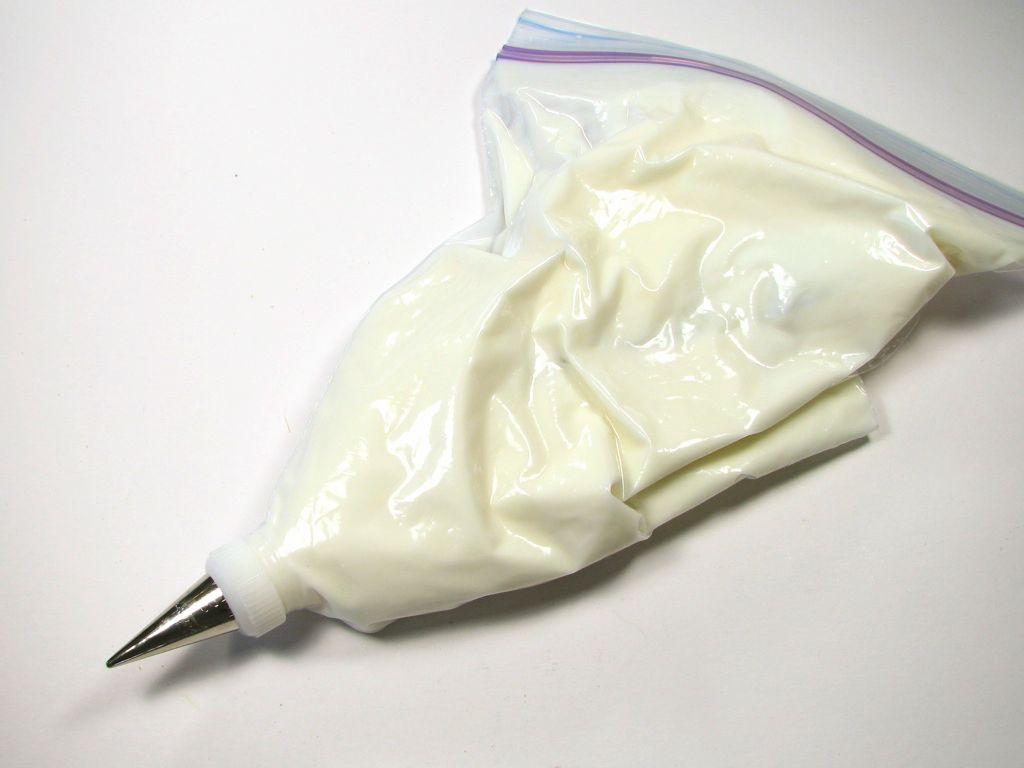
Rękaw cukierniczy napełniony masą

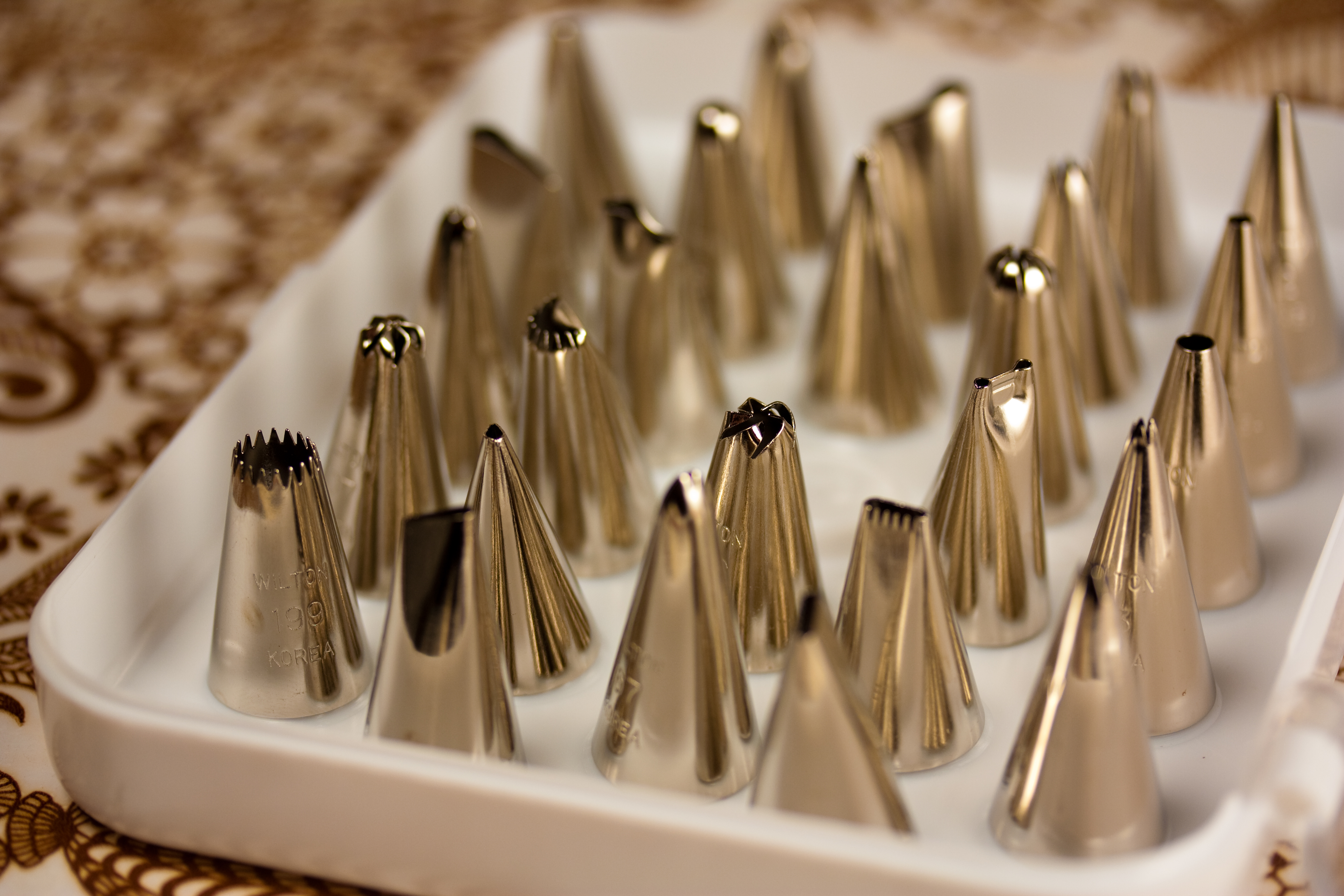
Różne rodzaje końcówek do wyciskania masy.

Rękaw cukierniczy (także: kornet) – narzędzie kuchenne służące przede wszystkim do dekorowania ciast za pomocą kremów i mas cukierniczych. Może też służyć do wyciskania majonezu, pasty wasabi, ziemniaczanego purée i innych potraw o podobnej konsystencji. Służy także do formowania bez, ciastek (biszkoptowo-tłuszczowych, półkruchych, ptysiowych, makaronikowych), w tym ciastek korpusowych, drobniejszych wypieków takich jak groszek ptysiowy itp. Dysponując odpowiednią końcówką przy pomocy rękawa można nadziewać wypieki takie jak np. pączki (po smażeniu) z marmoladą oraz rurki z kremem
Rękaw cukierniczy ma postać trójkątnego worka zaopatrzonego w metalową lub plastikową końcówkę, przez którą wyciska się daną masę. Nacięty w różny sposób otwór końcówki umożliwia fantazyjne ukształtowanie strumienia wyciskanej masy. Worek może być płócienny lub wykonany z silikonu. Najprostsza postać improwizowanego rękawa cukierniczego, to foliowy worek z odciętym rogiem.

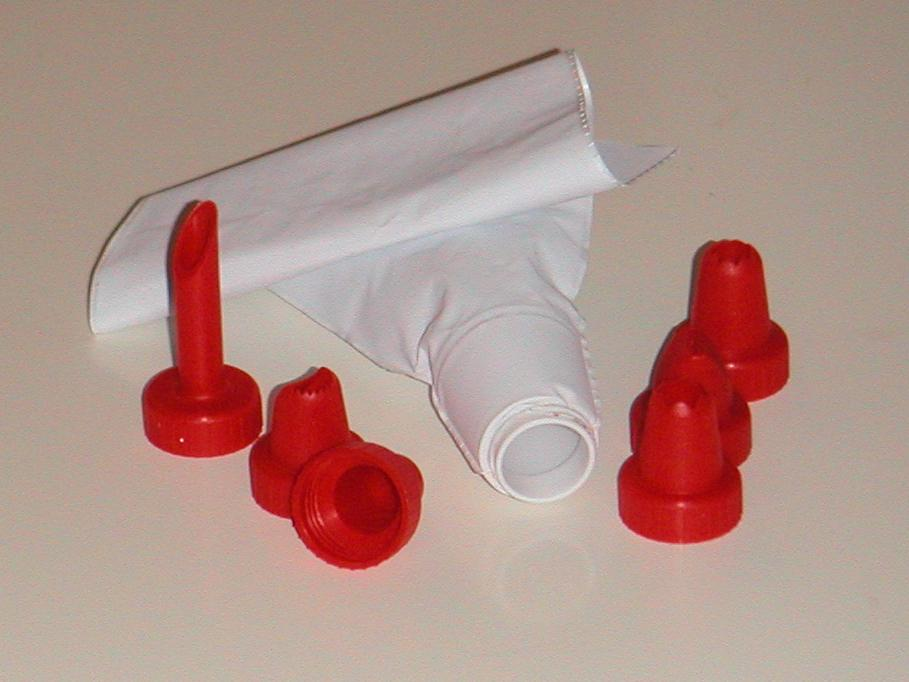
Rękaw cukierniczy z plastikowymi końcówkami.
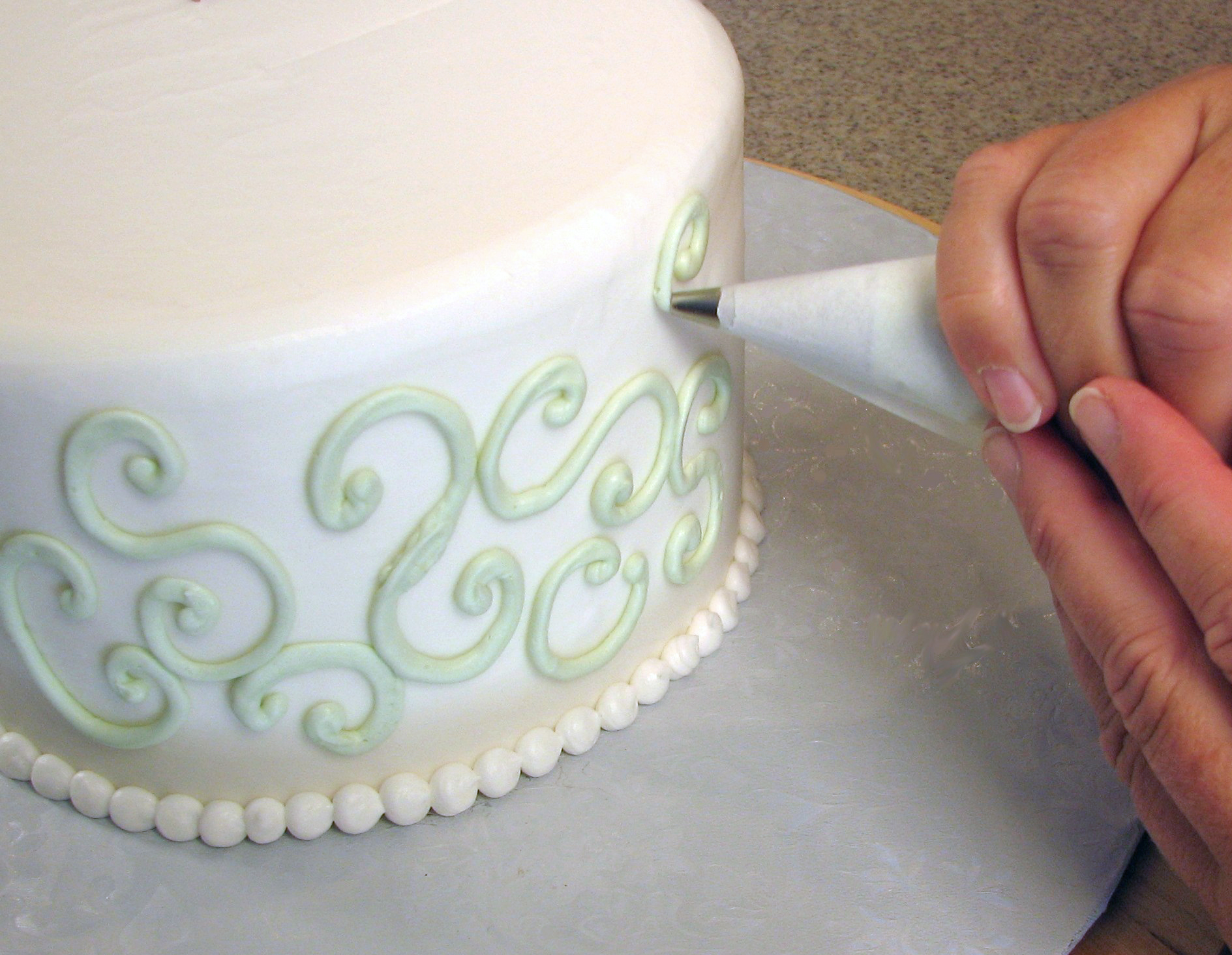
Dekorowanie tortu
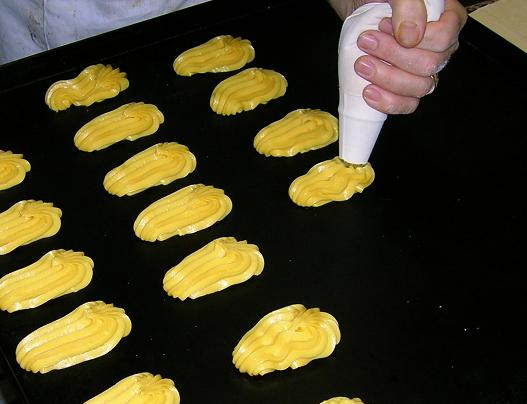
Wyciskanie korpusów na ciastka typu ptyś
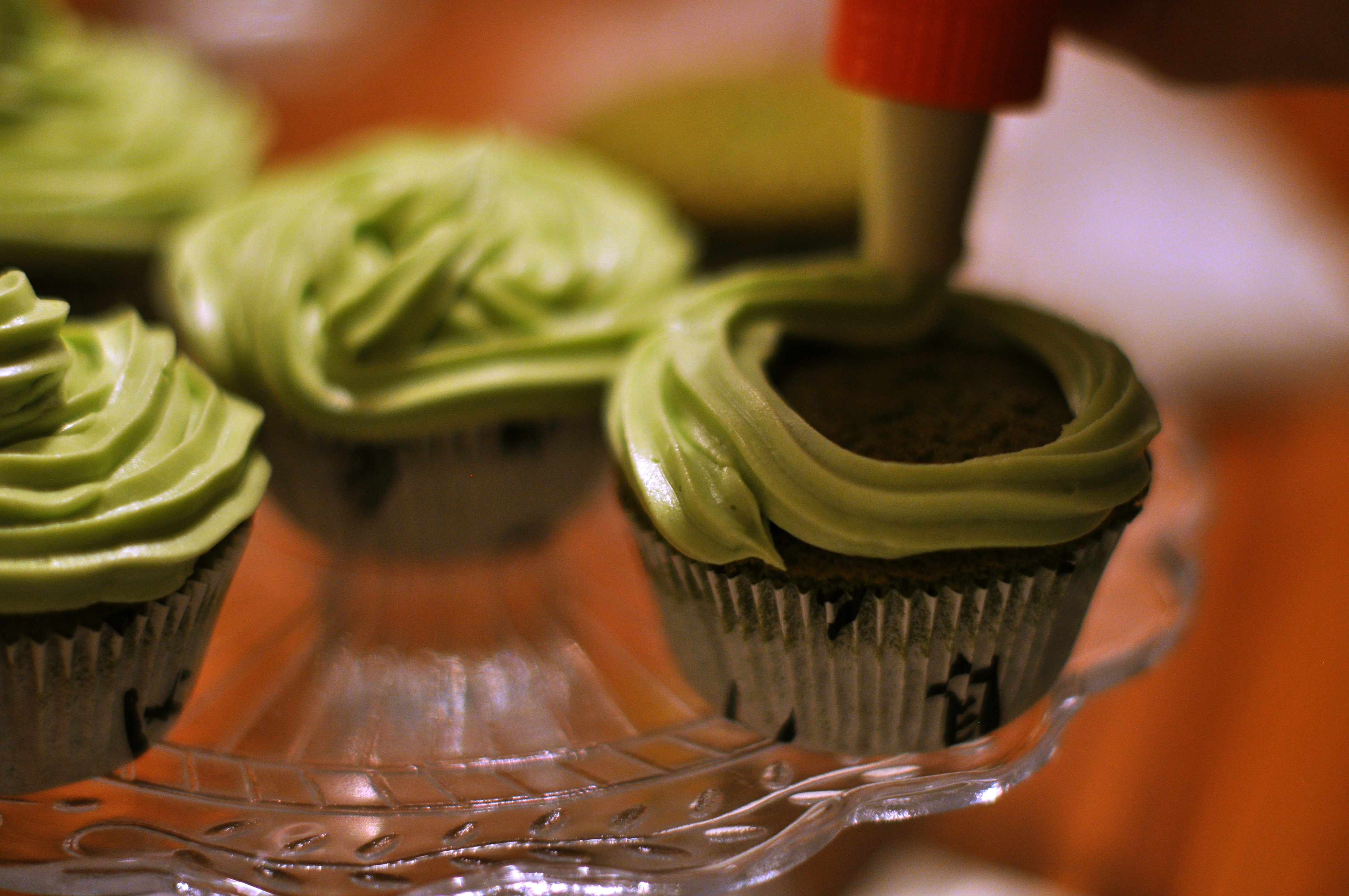
Dekorowanie babeczek typu cupcake